# Чунґара (озеро)
О́зеро Чунґара́ (ісп. Lago Chungará) — озеро, розташоване в провінції Парінакота регіону Арика-і-Паринакота в Чилі. Це одне з найвисокогірніших озер у світі з висотою поверхні 4570 м над рівнем моря. Озеро оточене декількома гірськими вершинамі: подвійним вулканом Паячата, складеним з вулканів Парінакота і Померапе, горою Невадо-Сахама і вулканом Ґуаятірі. Поруч з озером знаходиться озеро Лагуна-де-Котакотані.
Озеро розташоване на території Національного парку Лаука, приблизно за 54 кілометрів в схід від міста Путре і за 9 кілометрів на захід від кордону з Болівією.
Чунґара має унікальну флору і фауну з більш ніж 130 видів рослин і тварин, з яких виділяються фламінго і качки.
Відвідати озеро можна з однією з туристичних груп, що відправляються з міста Арика.

## Галерея

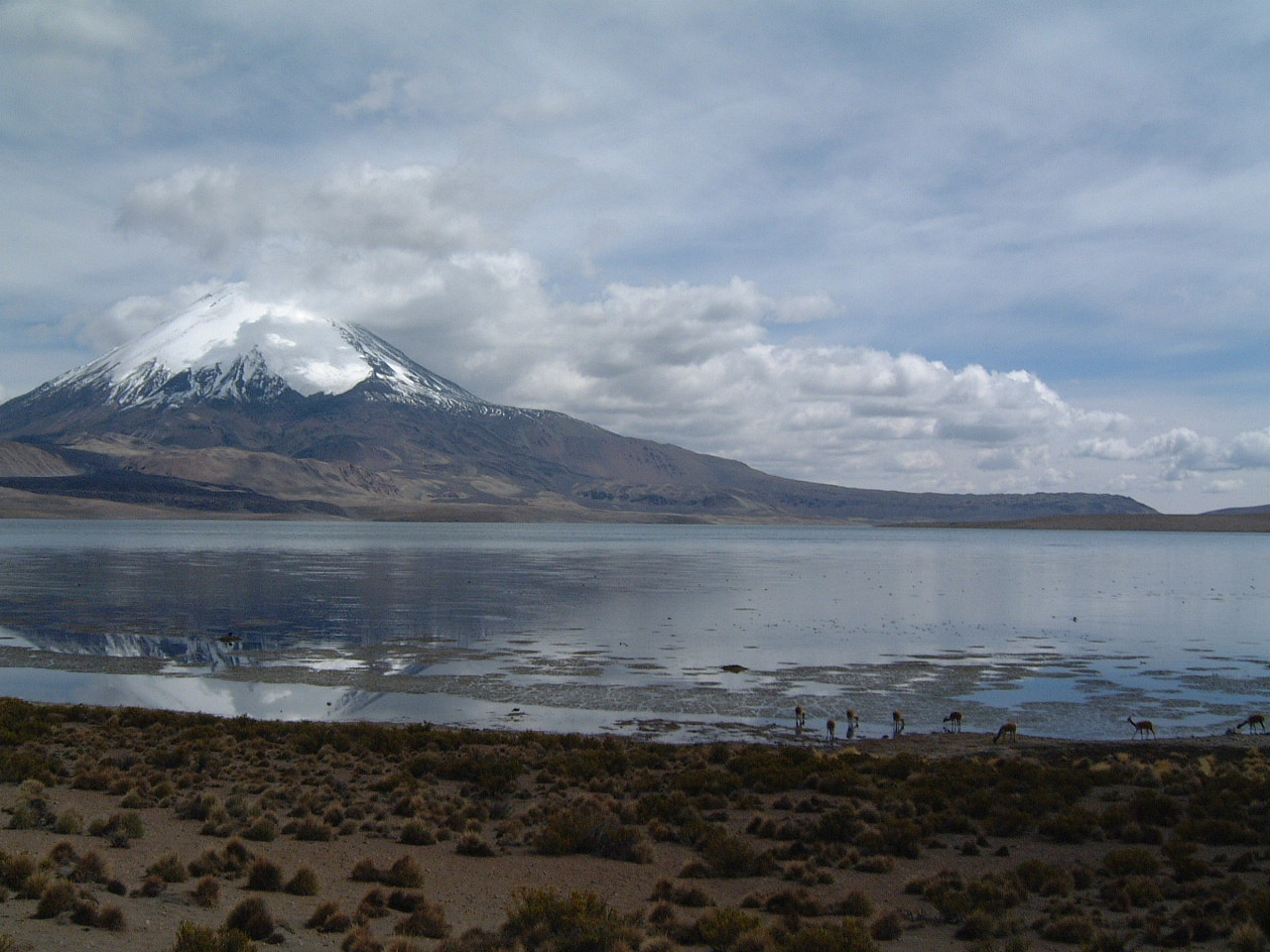
Вікуньї біля озера Чунґара
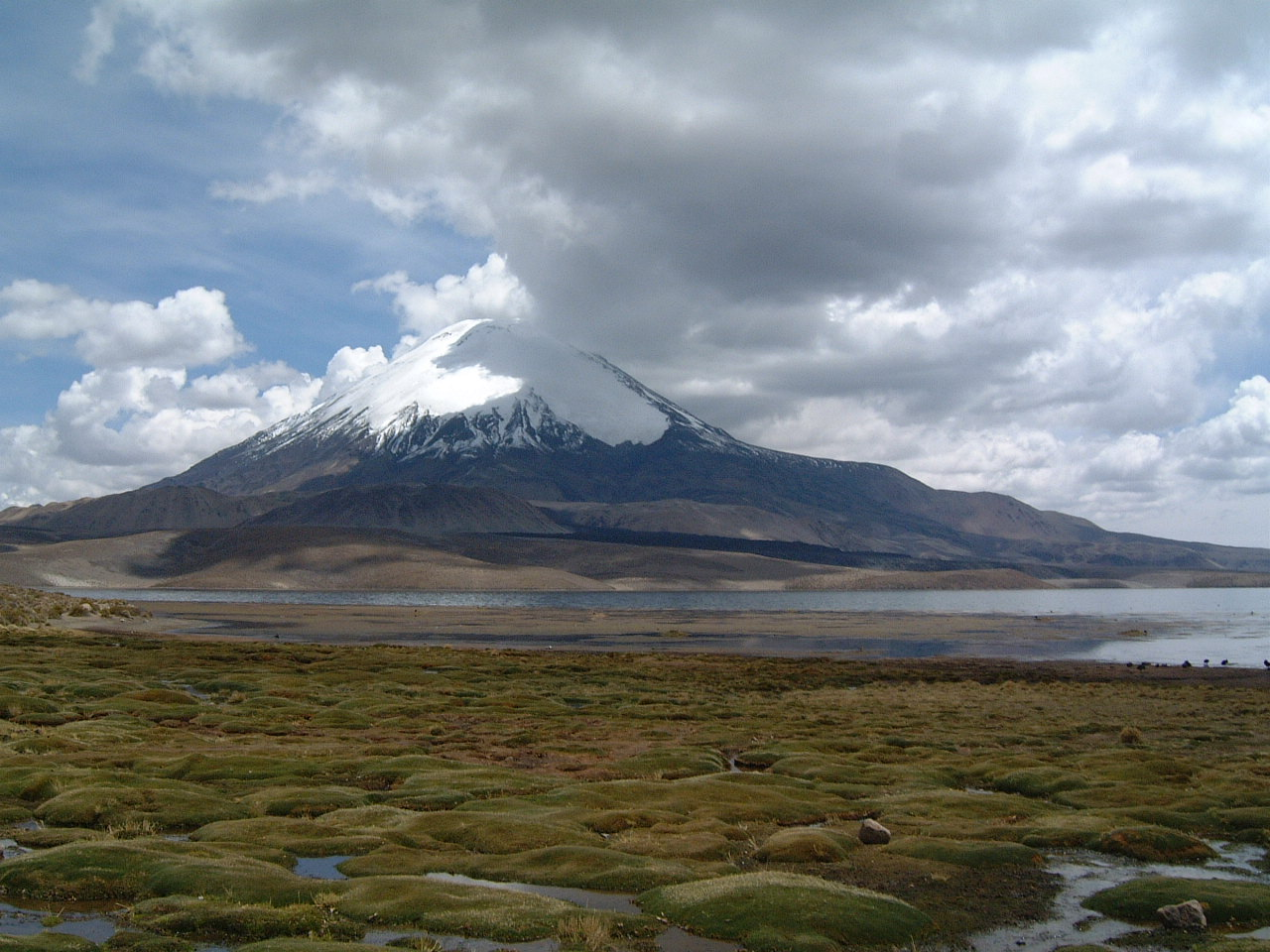
Вулкан Парінакота та озеро Чунґара

| Чилі | Це незавершена стаття з географії Чилі. Ви можете допомогти проєкту, виправивши або дописавши її. |